# Liste der Naturschutzgebiete im Landkreis Merzig-Wadern
Im Landkreis Merzig-Wadern gibt es 14 Naturschutzgebiete (Stand Juli 2020).
| Name des Gebietes                               | Bild           | Kennung        | WDPA      | Landkreis / Stadt                            | Beschreibung / Bemerkungen | Standort | Fläche in Hektar | Datum der Verordnung |
| ----------------------------------------------- | -------------- | -------------- | --------- | -------------------------------------------- | -------------------------- | -------- | ---------------- | -------------------- |
| Bremerkopf bei Steinberg                        |                | NSG-N-6407-306 | 555521494 | Landkreis Merzig-Wadern                      |                            | Position | 564,62           | 01.07.2016           |
| Großer Lückner nordöstlich Oppen                |                | NSG-N-6506-304 | 555521562 | Landkreis Merzig-Wadern, Landkreis Saarlouis |                            | Position | 326,00           | 26.05.2016           |
| Hammelsberg und Atzbüsch bei Perl               |                | NSG-N-6504-301 | 555579370 | Landkreis Merzig-Wadern                      |                            | Position | 224,00           | 26.05.2016           |
| Holzbachtal (Saarland)                          |                | NSG-N-6406-303 | 555521490 | Landkreis Merzig-Wadern                      |                            | Position | 58,40            | 16.01.2015           |
| In Geiern                                       |                | NSG-N-6506-305 | 555632878 | Landkreis Merzig-Wadern                      |                            | Position | 31,50            | 17.06.2016           |
| Leuktal, Krautfelsen und Bärenfels bei Orscholz |                | NSG-N-6404-302 | 555632879 | Landkreis Merzig-Wadern                      |                            | Position | 279,00           | 28.11.2016           |
| Nackberg                                        | weitere Bilder | NSG-N-6505-302 | 555521554 | Landkreis Merzig-Wadern                      |                            | Position | 37,65            | 12.02.2016           |
| Noswendeler Bruch                               |                | NSG-N-6407-301 | 555537775 | Landkreis Merzig-Wadern                      |                            | Position | 152,30           | 16.01.2015           |
| Panzbachtal westlich Bergen                     |                | NSG-N-6406-301 | 555588705 | Landkreis Merzig-Wadern                      |                            | Position | 98,00            | 11.02.2011           |
| Prims                                           |                | NSG-N-6507-301 | 555579372 | Landkreis Merzig-Wadern, Landkreis Saarlouis |                            | Position | 405,2            | 22.12.2017           |
| Ruwerbachtal                                    |                | NSG-032        | 165273    | Landkreis Merzig-Wadern                      |                            | Position | 13,46            | 15.05.1987           |
| Saarhölzbachtal - Zunkelsbruch                  |                | NSG-049        | 555638652 | Landkreis Merzig-Wadern                      |                            | Position | 153              | 2017                 |
| Südhang Hohe Berg                               |                | NSG-N-6505-303 | 555521555 | Landkreis Merzig-Wadern                      |                            | Position | 27,87            | 06.11.2015           |
| Wadrilltal                                      |                | NSG-N-6407-302 | 555632892 | Landkreis Merzig-Wadern                      |                            | Position | 167,00           | 07.11.2016           |
| Wolferskopf                                     | weitere Bilder | NSG-N-6506-301 | 555638655 | Landkreis Merzig-Wadern                      |                            | Position | 413              | 2017                 |

Ehemalige Naturschutzgebiete:
| Name des Gebietes                                | Bild           | Kennung  | WDPA      | Landkreis / Stadt                            | Beschreibung / Bemerkungen | Standort | Fläche in Hektar | Datum der Verordnung |
| ------------------------------------------------ | -------------- | -------- | --------- | -------------------------------------------- | -------------------------- | -------- | ---------------- | -------------------- |
| Bardenbacher Fels - Primsaue - Junger Hirschkopf |                | NSG-051  | 81360     | Landkreis Merzig-Wadern                      |                            | Position | 40,00            | 28.04.1989           |
| Bärenfels (Naturwaldzelle)                       |                | NSG-099  | 318164    | Landkreis Merzig-Wadern                      |                            | Position | 114,00           | 07.04.2000           |
| Geißenfels                                       |                | NSG-035  | 163222    | Landkreis Merzig-Wadern                      |                            | Position | 17,28            | 18.09.1987           |
| Hundscheiderbachtal                              |                | NSG-024  | 163824    | Landkreis Merzig-Wadern                      |                            | Position | 22,53            | 01.03.1985           |
| Hundscheiderbachtal (Erweiterung)                |                | NSG-024E | 555588702 | Landkreis Merzig-Wadern                      |                            | Position | 2,50             | 19.12.1986           |
| Primsleite Überlosheim / Auschet                 |                | NSG-055  | 165042    | Landkreis Merzig-Wadern, Landkreis Saarlouis |                            | Position | 94,00            | 10.02.2006           |
| Saarhänge Menningen/Saarfels                     |                | NSG-114  | 378354    | Landkreis Merzig-Wadern                      |                            | Position | 78,00            | 03.06.2005           |
| Saar-Steilhänge/Lutwinuswald                     | weitere Bilder | NSG-106  | 319034    | Landkreis Merzig-Wadern                      |                            | Position | 696,00           | 04.04.2003           |
| Steinbachtal westlich Saarschleife               |                | NSG-063  | 165675    | Landkreis Merzig-Wadern                      |                            | Position | 100,00           | 20.10.1991           |
| Wadrilltal bei Wedern                            |                | NSG-116  | 378376    | Landkreis Merzig-Wadern                      |                            | Position | 152,00           | 02.12.2005           |

## Quelle
- Landesamt für Umwelt- und Arbeitsschutz Saarland
- Common Database on Designated Areas Datenbank, Version 14